# Bemboka River
Der Bemboka River ist ein Fluss im Südosten des australischen Bundesstaates New South Wales.

## Geographie
Der Fluss entspringt im Cochrane Lake unterhalb von Pipers Lookout am Snowy Mountains Highway in der Great Dividing Range und fließt nach Südosten parallel zum Highway durch die Kleinstadt Bemboka. Bei Morans Crossing mündet er in den Bega River.

### Nebenflüsse mit Mündungshöhen
- Nunnock River – 238 m
- Brown Mountain Creek – 192 m
- Pollocks Flat Creek – 54 m[1]